# Wiśniówka (dopływ Iny)
Wiśniówka – struga o długości ok. 13 km,  w woj. zachodniopomorskim, przepływająca przez miasto Goleniów. Wpada do rzeki Iny w pobliżu basenu przy wyjeździe z Goleniowa. Źródła w okolicach Imna, głębokość od 0,2 do 0,7 m, dno piaszczyste, miejscami żwirowe lub muliste. Naturalne tarlisko ryb wpływających z Iny. Naturalne występowanie pstrąga potokowego (nielicznie).
W wyniku oceny stanu wód Wiśniówki z 2010 wykonanej w punkcie ujścia do Iny określono II klasę elementów biologicznych, elementy fizykochemiczne poniżej potencjału dobrego oraz umiarkowany potencjał ekologiczny.
Do 1945 r. poprzednią niemiecką nazwą strugi była Kupfer-Graben. W 1949 r. ustalono polską nazwę strugi Wiśniówka.